# Pycnodictya herero
Pycnodictya herero är en insektsart som beskrevs av Heinrich Hugo Karny 1910. Pycnodictya herero ingår i släktet Pycnodictya och familjen gräshoppor. Inga underarter finns listade i Catalogue of Life.